# Lago Barsakelmes

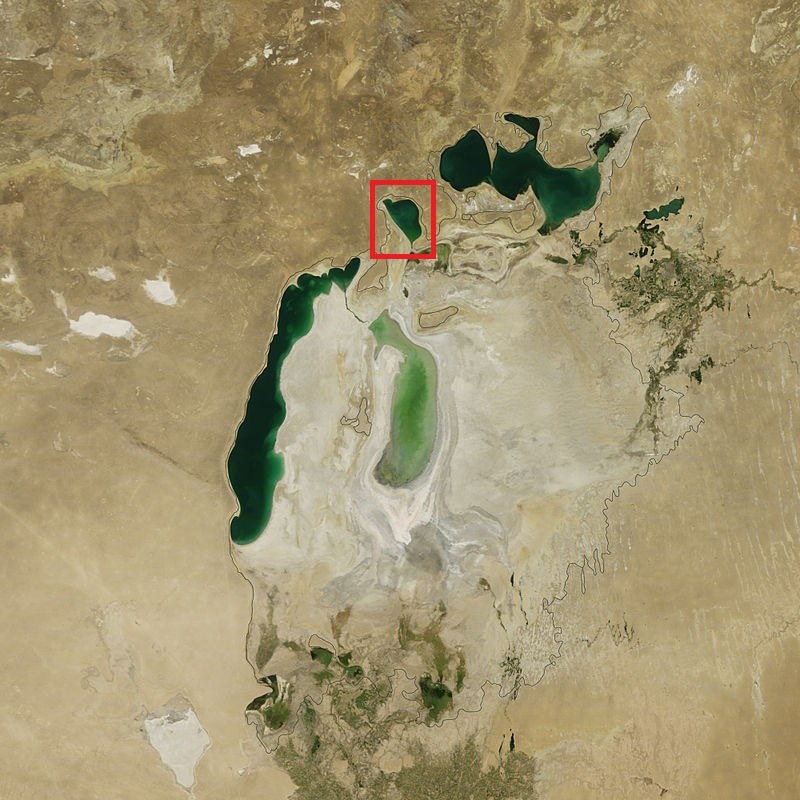
Il lago Barsakelmes è il lago che si trova all'estremità occidentale dei tre laghi del sud e ovest sono il resto del Grande Aral.

Il lago Barsakelmes (in kazako Барсакелмес, terra del non ritorno) è un lago salmastro in Kazakistan, nella regione di Qyzylorda, generatosi dal progressivo ritiro delle acque del lago d'Aral, di cui faceva originariamente parte.
Riprende il nome di un'ex isola localizzata a sud-est di esso, che dai primi anni 2000 si è ricongiunta alla terraferma.
Nonostante la continua regressione della superficie dell'Aral, lo specchio d'acqua del Barsakelmes ne ha risentito in modo molto minore rispetto a gran parte delle zone un tempo occupate dal lago originale, e il suo ritiro finora è stato complessivamente limitato; tuttavia versa in una situazione precaria, in quanto non è alimentato da immissari e riceve le acque solo da sud, presso un'imboccatura che lo collega con quel che resta del Grande Aral.
Dista circa 22 km dall'estremità occidentale del Piccolo Aral.
Il lago Barsakelmes fa parte della Riserva Naturale Barsakelmes.